# Microlera yayeyamensis
Microlera yayeyamensis är en skalbaggsart som beskrevs av Hayashi 1968. Microlera yayeyamensis ingår i släktet Microlera och familjen långhorningar. Inga underarter finns listade i Catalogue of Life.